# Leros Pittoni
Leros Pittoni (* 1928 in Porto Recanati) ist ein italienischer Schriftsteller, Drehbuchautor und Filmregisseur.

## Leben
Pittoni ist Autor mehrerer erfolgreicher Romane und arbeitete an mehreren Drehbüchern mit, von denen zwei nach seinen Werken entstanden (Damiano Damianis L'istruttoria è chiusa: dimentichi 1971 und zehn Jahre später Una di troppo). 1972 verfilmte er als Regisseur seinen Roman Un amore così fragile, così violento. Für das Schweizer Fernsehen entwickelte er eine dreißigteilige Serie.
Als Journalist war Pittoni für den Corriere del Ticino und das Magazin Management tätig.

## Werke
- 1970: Un amore così fragile, cosi violento
- 1995: Borromini. L'iniziato. ISBN 9788880161141
- 2002: Roma felix. ISBN 9788879930840
- 2009: Il nuovo volto di Roma. Vita e opere dei grandi artefici.
- 2010: Francesco Borromini. L’architetto occulto del barocco. ISBN 9788881016860
- 2011: Julia. ISBN 9788881017942

## Filmografie (Auswahl)
- 1971: Das Verfahren ist eingestellt: Vergessen Sie's! (L'istruttoria è chiusa: dimentichi)
- 1972: Un amore così fragile, così violento (auch Regie)
- 1979: Gestohlene Herzen (Bugie bianche)
- 1980: Der Garten Eden (Eden no sono)